# Halfdan Gran-Olsen
Halfdan Gran-Olsen, senere Grangård, (født 7. oktober 1910, død 16. januar 1971) var en norsk roer fra Bergen, der roede for Fana Roklubb i Bergen.
Olsen vandt bronze i otter ved OL 1948 i London, sammen med Harald Kråkenes, Thorstein Kråkenes, Hans Hansen, Kristoffer Lepsøe, Leif Næss, Thor Pedersen, Carl Monssen og styrmand Sigurd Monssen. Nordmændene blev nummer to i deres indledende heat, men vandt derpå opsamlingsheatet og derpå deres semifinale. I finalen kunne ingen af de to øvrige både følge med USA, der vandt med næsten ti sekunders forspring til Storbritannien på andenpladsen, der var 3,4 sekunder foran de norske bronzevindere.

## OL-medaljer
- 1948:  Bronze i otter